# Nordic Trophy 2009 (finska turneringen)
Nordic Trophy 2009 (finska turneringen) spelades i Finland mellan den 6 och 29 augusti 2009. Gruppspelet vanns av Lukko och slutspelet vanns av Tappara.
I gruppspelet var det från början tänkt att lag 1–4 skulle gå vidare till playoff. Men av okänd anledning drog Kärpät troligen sig ur turneringen efter grundserien, och ersattes, också av okänd anledning, av sexan (och det sista laget i grundserien) Tappara, istället för femman Jokerit, som kanske också drog sig ur turneringen redan efter grundserien, vilket öppnade upp för slutspel för alla de 4 kvarvarande lagen.
Slutspelet spelades officiellt som semifinal, final och bronsmatch och vanns av Tappara.

## Grundserien

### Tabell
| Nr | Lag     | SM | V | O | F | ÖTV | ÖTF | STV | STF | GM | IM | MS | P  |
| -- | ------- | -- | - | - | - | --- | --- | --- | --- | -- | -- | -- | -- |
| 1. | Lukko   | 5  | 4 | 0 | 1 | 0   | 0   | 0   | 0   | 11 | 4  | +7 | 12 |
| 2. | HIFK    | 5  | 3 | 1 | 1 | 0   | 0   | 0   | 1   | 15 | 7  | +8 | 10 |
| 3. | TPS     | 5  | 2 | 1 | 2 | 0   | 0   | 1   | 0   | 16 | 15 | +1 | 8  |
| 4. | Kärpät  | 5  | 2 | 1 | 2 | 0   | 1   | 0   | 0   | 18 | 22 | -4 | 7  |
| 5. | Jokerit | 5  | 1 | 1 | 3 | 1   | 0   | 0   | 0   | 14 | 17 | -3 | 5  |
| 6. | Tappara | 5  | 1 | 0 | 4 | 0   | 0   | 0   | 0   | 14 | 23 | -9 | 3  |

██ Gick vidare till slutspel

██ Missade slutspel

### Matcher

#### 6 augusti
- Tappara – Jokerit 5 – 3 (0 – 0, 2 – 1, 3 – 2)
- Kärpät – HIFK 1 – 6 (0 – 1, 0 – 1, 1 – 4)

#### 7 augusti
- Jokerit – Lukko 1 – 2 (0 – 1, 0 – 0, 1 – 1)

#### 8 augusti
- HIFK – TPS 0 – 1 (str.) (0 – 0, 0 – 0, 0 – 0, 0 – 0, 0 – 1)
- Lukko – Kärpät 3 – 0 (0 – 0, 1 – 0, 2 – 0)

#### 11 augusti
- Kärpät – Tappara 5 – 4 (1 – 2, 2 – 0, 2 – 2)
- TPS – Lukko 2 – 1

#### 13 augusti
- Tappara – HIFK 1 – 5 (0 – 2, 1 – 1, 0 – 2)
- Kärpät – Jokerit 4 – 5 sd (1 – 0, 2 – 3, 1 – 1, 0 – 1)

#### 18 augusti
- TPS – Tappara 7 – 3 (1 – 2, 4 – 0, 2 – 1)
- HIFK – Lukko 0 – 2 (0 – 1, 0 – 0, 0 – 1)

#### 20 augusti
- Lukko – Tappara 3 – 1 (1 – 0, 1 – 0, 1 – 1)
- TPS – Kärpät 4 – 8 (2 – 3, 0 – 2, 2 – 3)
- HIFK – Jokerit 4 – 2 (0 – 0, 1 – 2, 3 – 0)

#### 21 augusti
- Jokerit – TPS 3 – 2 (0 – 0, 2 – 2, 1 – 0)

## Slutspel

### Semifinaler
- 28 augusti 2009: TPS – HIFK 2 – 6 (0 – 3, 1 – 1, 1 – 2)
- 28 augusti 2009: Lukko – Tappara 1 – 3 (1 – 0, 0 – 2, 0 – 1)

### Bronsmatch
- 29 augusti 2009: Lukko – TPS 5 – 0

### Final
- 29 augusti 2009: HIFK – Tappara 0 – 2 (0 – 0, 0 – 1, 0 – 1)

Tappara är Nordic Trophy-mästare 2009.